# Le Tour
Koordinaten: 46° 0′ 9″ N, 6° 56′ 44″ O

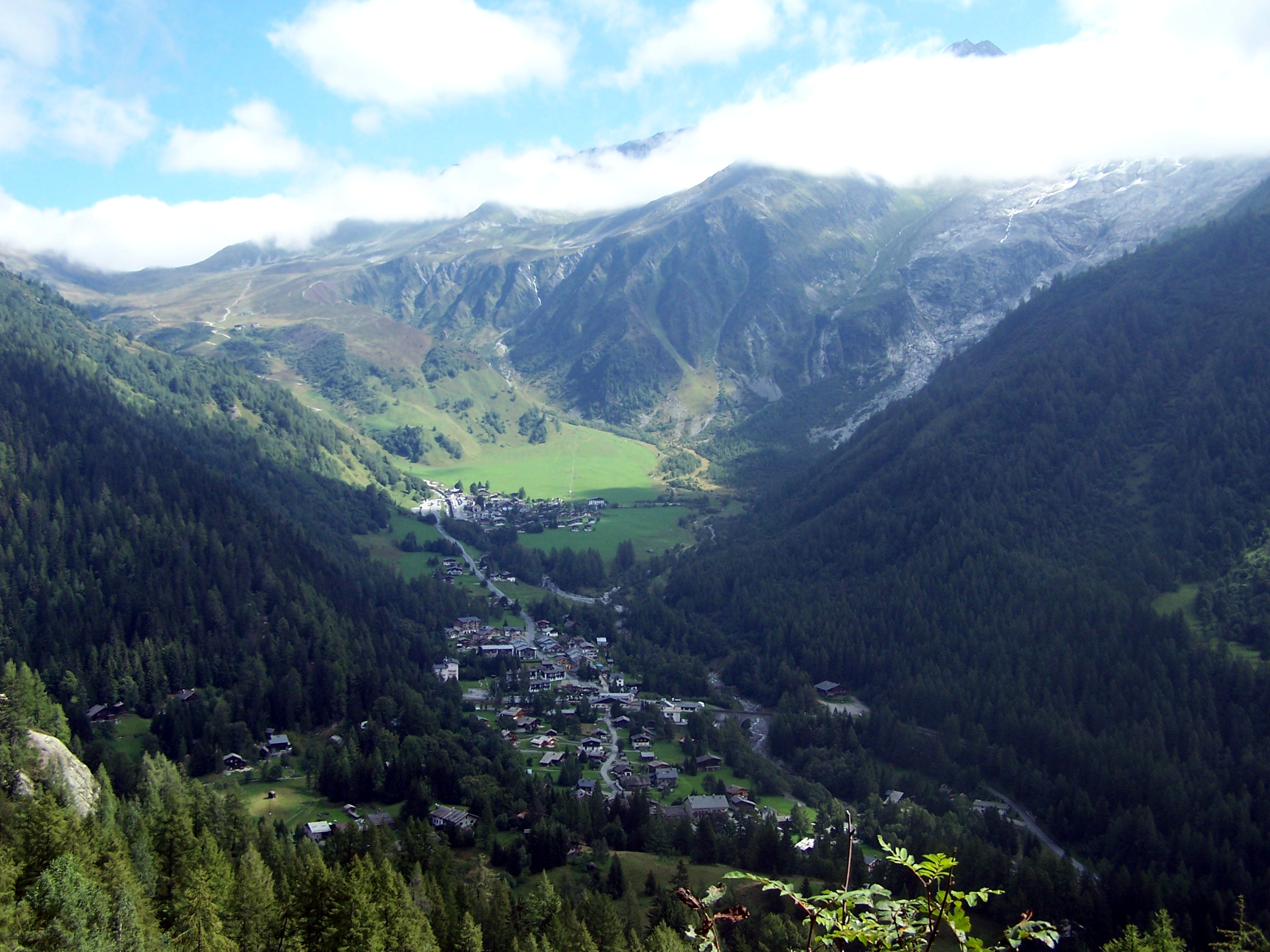
Blick aufs obere Tal der Arve mit Montroc (vorne) und Le Tour

Le Tour ist ein Dorf in der Gemeinde Chamonix-Mont-Blanc, Département Haute-Savoie, Frankreich.
Es liegt am oberen Ende vom Chamonix-Tal auf 1453 m, 2,5 km nordöstlich von Argentière. Der Fluss Arve entspringt etwas oberhalb und fließt durch das Dorf. Von dem Dorf bis zur Schweizer Grenze am Col de Balme erstreckt sich das Skigebiet „Le Tour–Charamillon–Balme“ mit einer Gondelbahn, einer Sesselbahn und mehreren Skiliften.
Östlich vom Dorf befinden sich der Gletscher Glacier du Tour und der Berg Aiguille du Tour und die Hochgebirgspässe Col du Tour, Col Supérieur du Tour und Fenêtre du Tour, die alle den gleichen Namen tragen wie das Dorf.